# Gabon
El Gabon, oficialment República Gabonesa (en francès: République gabonaise), és una república de la costa occidental de l'Àfrica central. Situat a l'equador, limita al nord amb Guinea Equatorial i el Camerun; a l'est i el sud, amb la República del Congo, i a l'oest, amb el golf de Guinea.
Té una superfície de 267.667 km² i la població s'estima en uns 2,1 milions d'habitants, cosa que el fa un dels països amb més baixa densitat de població del món. La capital del país és Libreville, amb port al golf de Guinea i amb mig milió d'habitants. La segona ciutat en importància és Port-Gentil, amb uns cent mil habitants, situada al cap Lopez, a prop de la desembocadura del riu Ogooué, el més important del país. L'idioma oficial és el francès.
Es va independitzar políticament de França el 13 d'agost de 1960 com a resultat de la segona onada de descolonització, però va mantenir la influència política i econòmica de la metròpolis. De llavors ençà, l'estat no ha experimentat mai la democràcia ni de manera plena ni parcial. Del 1968 al 1990, el Bloc Democràtic del Gabon (BDG) es va convertir en l'únic partit legal, sota el lideratge del primer president de l'Estat independent, Léon M'ba. A principis del decenni de 1990 es va introduir al país un sistema multipartidista i una nova constitució democràtica que va permetre un procés electoral més transparent, i es van reformar moltes institucions governamentals, sense que arribés encara a ser considerat una democràcia.
L'abundància de petroli i la inversió privada estrangera han contribuït a fer del Gabon un dels països més pròspers de l'Àfrica subsahariana, amb el setè índex de desenvolupament humà més gran i el quart PIB per càpita (després de Maurici, Guinea Equatorial i les Seychelles) de la regió. El PIB va créixer més d'un 6% anual del 2010 al 2012. No obstant això, a causa de la desigualtat en la distribució dels ingressos, una part important de la població continua sent pobra.

## Toponímia
El nom de Gabon prové de gabão, que en portuguès significa "mantell", que és, més o menys, la forma de l'estuari del riu Komo a Libreville. Aquest terme portuguès, que es podria traduir en català com a gavany, es creu que deriva de l'àrab clàssic qabā' (قباء).

## Història
El territori del Gabon va ser habitat des de fa 9.000 anys, com ho evidencia l'arqueologia. Pel que sembla, la primera ètnia present a la zona van ser els pigmeus, que cert temps després van ser seguits per onades de diverses ètnies, entre les quals hi havia els bantús.
Els primers europeus que van arribar al Gabon van ser comerciants portuguesos que van visitar la regió al segle xv i li van donar el nom de "Gabão" («gavant/gavany», capot amb mànigues, per la forma de l'estuari). Tanmateix, és molt probable que el terme «Gabon» s'hagi manllevat a les poblacions africanes locals.
Després, el segle següent, hi van arribar comerciants holandesos, francesos i britànics.
França va assumir l'estatus de protectorat del territori després de signar tractats amb els caps de les tribus locals el 1839 i el 1841. L'any següent, missioners nord-americans van establir una missió a Baraka (actual ciutat de Libreville, capital del país). El 1849, els francesos van prendre un navili d'esclaus i els van alliberar a la desembocadura del riu Komo. Els esclaus alliberats van anomenar aquesta població Libreville (ciutat lliure en francès) (cf. Freetown a Sierra Leone).
El 1910, el Gabon va arribar a ser un dels quatre territoris de l'Àfrica Equatorial Francesa, una federació que va sobreviure fins al 1958. Aquests territoris es van fer independents el 17 d'agost de 1960. La llei del 23 de juny de 1956 va establir l'autonomia administrativa de les colònies, i va esdevenir república autònoma el 28 de novembre de 1958. El febrer del 1960, el Gabon va decidir sortir de la Unió Francesa i va obtenir la independència el 17 d'agost de 1960. A partir d'aleshores va ser governat per presidents autocràtics. Una temptativa militar d'instaurar un govern de progrés el 1964 va ser desfeta per la intervenció de les forces franceses.
El primer president del Gabon, elegit el 1961,va ser Léon M'ba, amb El Hadj Omar Bongo com a vicepresident.
Quan M'ba va morir, el 1967, Bongo el va reemplaçar com a mandatari, en virtut d'una recent llei segons la qual el vicepresident succeiria immediatament el president en cas de defunció d'aquest últim. Bongo va establir un sistema de partit únic, amb el Partit Democràtic del Gabon (PDG), i va ser el cap d'estat des de llavors fins a la seva mort, el 8 de juny de 2009. A començament dels dècada del 1990 es va introduir un sistema multipartidista i es va redactar una nova constitució, que van permetre un procés electoral més transparent i reformes de les institucions governamentals.
Després del govern d'Omar Bongo, que va durar 42 anys, va governar el seu fill, Ali Bongo. El 30 d'agost de 2023 es va produir un cop d'estat al Gabon poc després de l'anunci que el president en funcions Ali Bongo havia guanyat les eleccions generals celebrades el 26 d'agost. El Comitè per a la Transició i la Restauració de les Institucions va nomenar Brice Oligui Nguema com a president interí en un anunci emès per la televisió estatal. Més tard es van retransmetre imatges on se'l veia sobre les espatlles des soldats que l'anomenaven «president». Va ser el vuitè cop d'estat reeixit que es va produir a l'Àfrica occidental i central des del 2020.

## Geografia física
El Gabon se situa a la costa atlàntica de l'Àfrica central. En el sentit de les agulles del rellotge, des del nord-oest, limita amb Guinea Equatorial, el Camerun i la República del Congo.
La major part de l'interior del país està coberta per una selva densa. Hi ha tres regions: la plana costanera, amb molts llacs i llacunes; la regió muntanyosa dels monts de Cristall, i els altiplans ondulats orientals, el punt més alt dels quals és l'Iboundji, de 1.575 m.
Hi ha una xarxa hidrogràfica important que s'estén per tot el territori gabonès.
El riu més llarg és l'Ogooué.

## Política i govern
Amb la independència del 1960 van aparèixer dos partits, el Bloc Democràtic Gabonès (BDG), de Léon M'ba, i la Unió Democràtica i Social Gabonesa (UDSG), liderada per Jean-Hilaire Aubame. Després de les primeres eleccions, cap dels dos partits va obtenir la majoria i M'ba va aconseguir el càrrec de primer ministre amb el suport dels diputats independents.
No obstant això, els dos partits van concloure que, per les dimensions del país, era més adequat un sistema de partit únic, i per a les eleccions del febrer del 1961 es va crear una llista única. M'ba va ser nomenat president, i Aubame, ministre d'Afers Exteriors.
El febrer del 1963, el corrent del BDG va provar de forçar els membres de la UDSG a una fusió completa o a dimitir dels càrrecs. Tots els ministres de la UDSG van dimitir i es van convocar eleccions el febrer del 1964, a les quals la UDSG no va poder concórrer per no haver presentat una llista adequada a la llei. Sense haver-se arribat a celebrar les eleccions, el 18 de febrer de 1964 hi va haver un cop militar contra M'ba, que va fer que les tropes franceses hi intervinguessin. Finalment, a l'abril es van fer les eleccions, amb diversos partits oponents, en les quals el BDG va aconseguir una clara majoria.
El març del 1967, Léon M'ba va ser elegit president, i Omar Bongo, vicepresident. Amb la mort de M'ba aquell mateix any, Omar Bongo va accedir a la presidència.
El 1968 es torna al sistema de partit únic, després de dissoldre's el BDG i de crear-se el nou Partit Democràtic Gabonès (PDG). Bongo va ser elegit president consecutivament els anys 1975, 1979 i 1986.
Després d'un debat nacional sobre la situació política es va reinstaurar el sistema multipartidista i Bongo va tornar a ser elegit president el 1990, el 1993 i el 1998. Aleshores es va redactar una nova constitució que va permetre un procés electoral més transparent i reformes de les institucions governamentals.
El Gabon és actualment una república democràtica multipartidista, amb un president elegit per vot popular i per un mandat de set anys, un primer ministre i un consell de ministres nomenats pel president.
El 30 d'agost de 2023 es va produir un cop d'estat al Gabon poc després de l'anunci que el president en funcions Ali Bongo, fill de l'anterior president, Omar Bongo, que havia governat des de la seva mort, havia guanyat les eleccions generals celebrades el 26 d'agost. Els militars van nomenar nou president interí Brice Oligui Nguema, que en 13 d'abril de 2025 va guanyar les eleccions a president de la república.

### Organització territorial
El Gabon està dividit en nou províncies, que, al seu torn, se subdivideixen en 50 departaments. El president nomena els governadors provincials, els prefectes i els sotsprefectes.
Les províncies són (entre parèntesis les capitals):
- Estuaire (Libreville)
- Haut-Ogooué (Franceville)
- Moyen-Ogooué (Lambaréné)
- Ngounié (Mouila)
- Nyanga (Tchibanga)
- Ogooué-Ivindo (Makokou)
- Ogooué-Lolo (Koulamoutou)
- Ogooué-Maritime (Port-Gentil)
- Woleu-Ntem (Oyem)

### Relacions internacionals

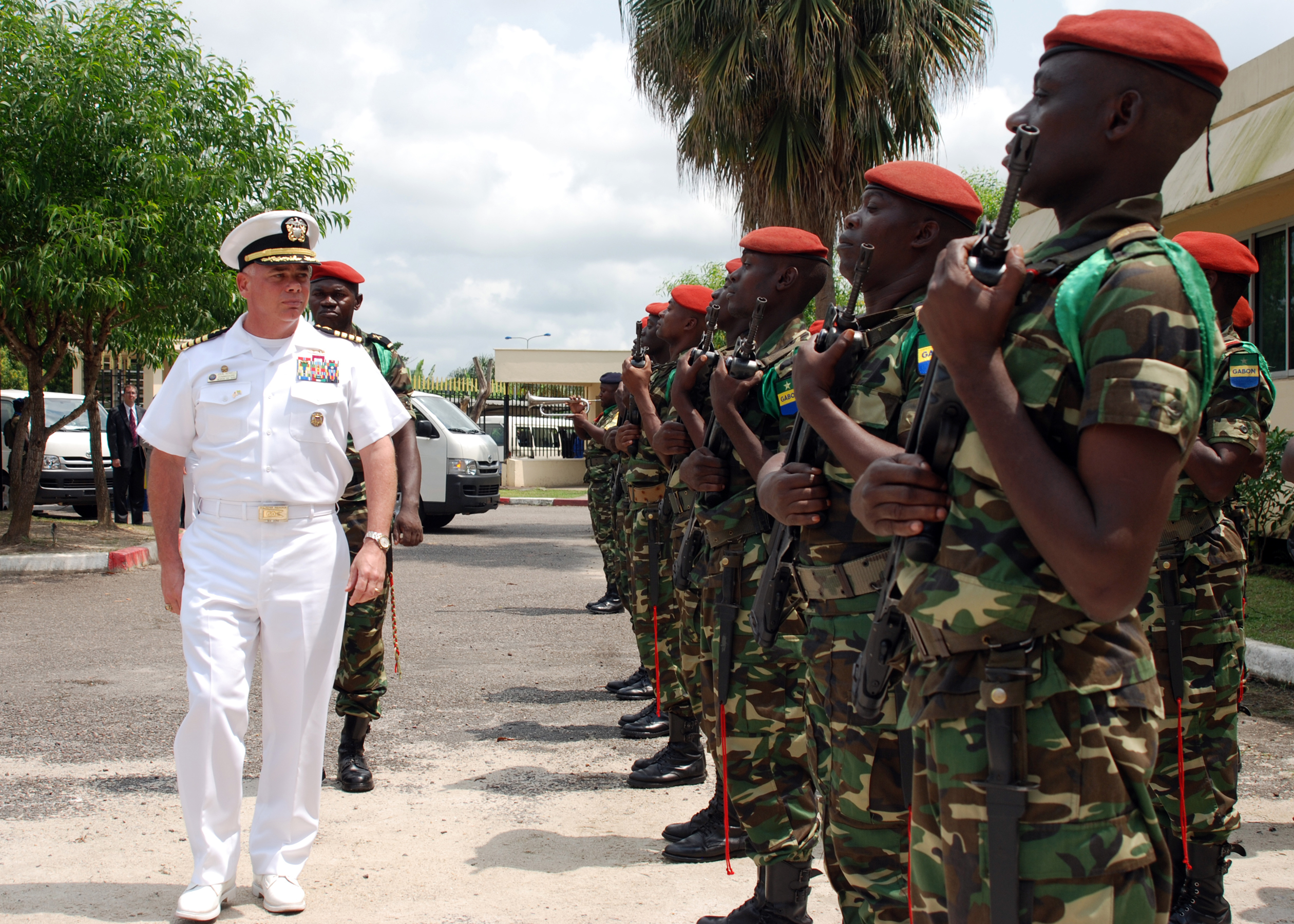
El capità de la Marina dels EUA és rebut per l'exèrcit gabonès

El Gabon és membre de les Nacions Unides i d'alguns dels seus organismes especialitzats i connexos, així com del Banc Mundial, l'FMI, la Unió Africana, la Unió Duanera de l'Àfrica Central / Comunitat Econòmica i Monetària de l'Àfrica Central (UDEAC/CEMAC), l'Associació UE/ACP en el marc de la Convenció de Lomé, la Comunitat Financera Africana (CFA), l'Organització de Cooperació Islàmica (OCI), el Moviment de Països No-alineats i la Comunitat Econòmica dels Estats de l'Àfrica Central (CEEAC), entre d'altres. El 1995 es va retirar de l'Organització de Països Exportadors de Petroli (OPEP) i s'hi va reincorporar el 2016. El Gabon va ser triat per ocupar un lloc no permanent en el Consell de Seguretat de les Nacions Unides del gener del 2010 al desembre del 2011 i en va ocupar la presidència rotativa el març del 2010.

### Defensa i seguretat
El Gabon té un petit exèrcit professional d'uns 5.000 efectius, dividits en exèrcit, armada, força aèria, gendarmeria i policia. Les forces gaboneses estan orientades a la defensa del país i no han estat entrenades per a un paper ofensiu. Una guàrdia de 1.800 membres proporciona seguretat al president.

## Economia
La poca població, els recursos naturals abundants i la inversió privada estrangera han ajudat a fer del Gabon un dels països més pròspers de la regió, malgrat que té una taxa de desocupació del 21% (2000).
El Gabon té grans reserves de mineral de ferro i d'arbres de fustes molt fines. Altres recursos importants són el petroli, manganès, urani, maquinària agrícola, aliments, metalls, productes químics, materials de construcció o equipaments de transport, que es destinen a França (62%), la Costa d'Ivori (7%), el Regne Unit (2%) i els Països Baixos (2%).
La taxa d'inflació anual era de l'1,5% el 2004. El mateix any, el PIB per capita era de 5.600 dòlars, i el deute extern, de 3.804 milions de dòlars.
El país és seu de la CEEAC, un bloc regional de la Comunitat Econòmica Africana.

## Geografia humana i societat

Mapa del Gabon

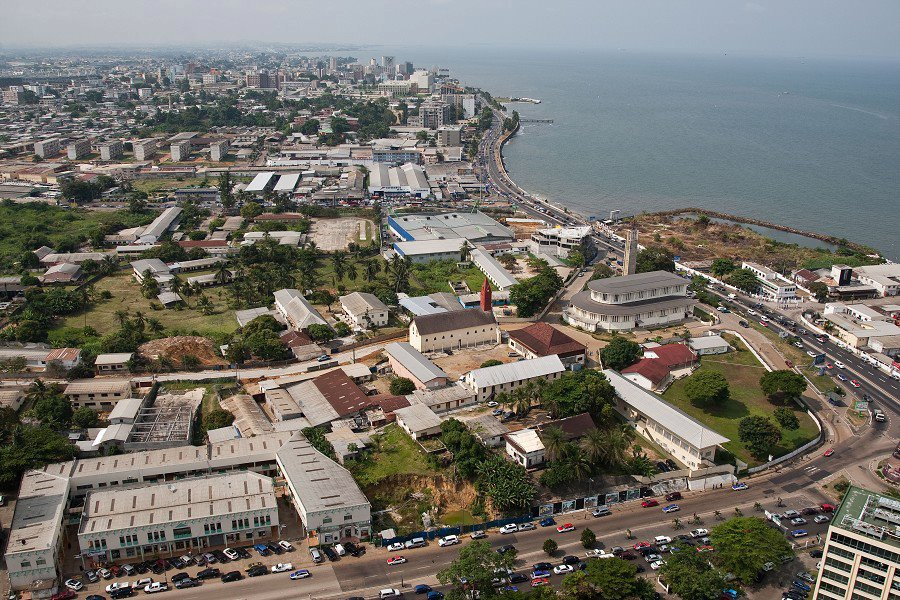
Libreville

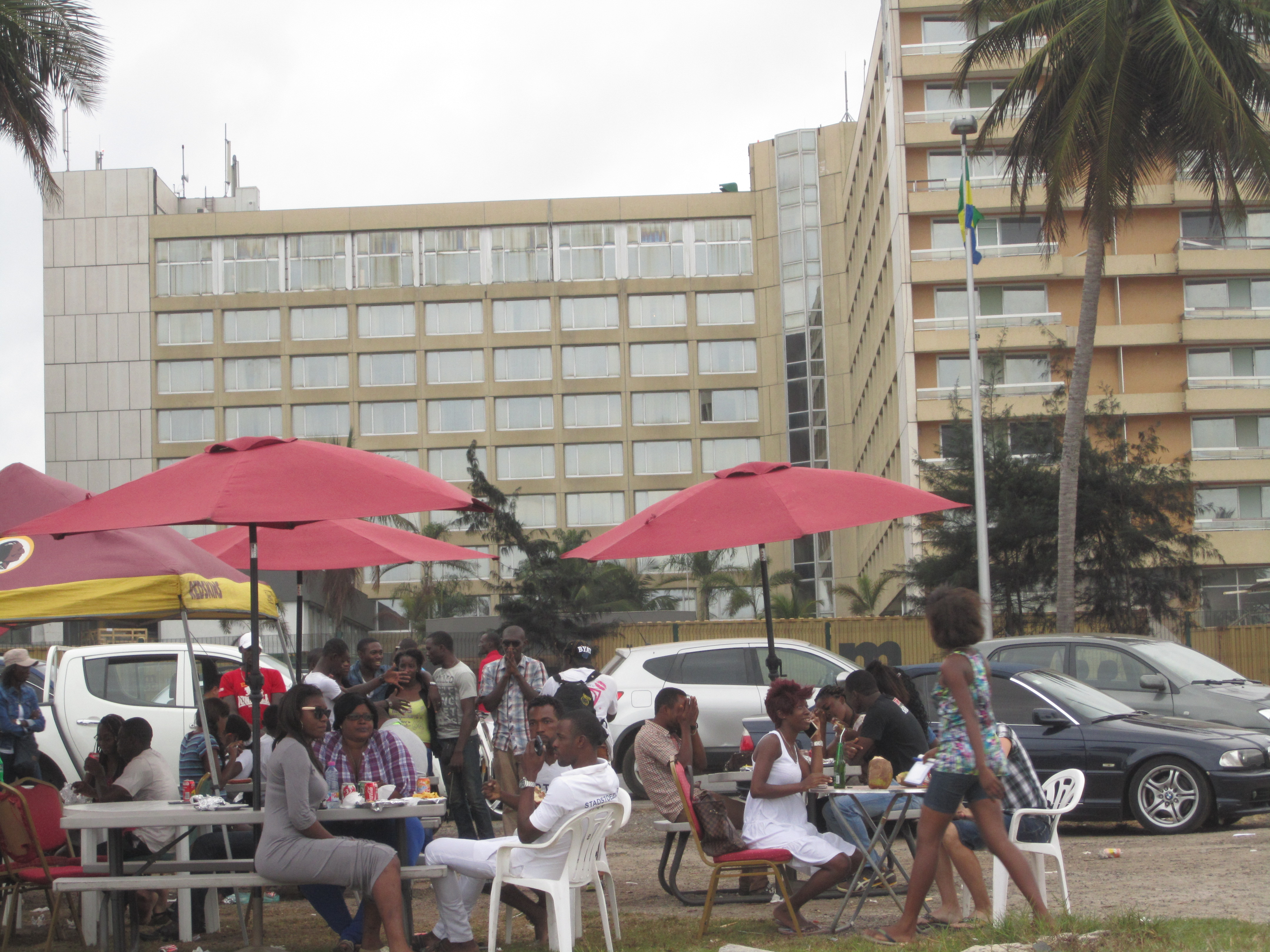
Gent a Libreville

### Principals ciutats
Les deu ciutats amb més habitants segons l'últim cens oficial que es coneix, de l'any 2013, són:
| Nº | Ciutats     | Població (cens oficial) | Població (cens oficial) | Població (cens oficial) | Províncies      |
| Nº | Ciutats     | 1993                    | 2003                    | 2013                    | Províncies      |
| -- | ----------- | ----------------------- | ----------------------- | ----------------------- | --------------- |
| 1  | Libreville  | 419,596                 | 538,195                 | 703,940                 | Estuaire        |
| 2  | Port-Gentil | 79,225                  | 105,712                 | 136,462                 | Ogooué-Maritime |
| 3  | Franceville | 31,183                  | 103,840                 | 110,568                 | Haut-Ogooué     |
| 4  | Owendo      | -                       | 51,661                  | 79,300                  | Estuaire        |
| 5  | Oyem        | 22,404                  | 35,241                  | 60,685                  | Woleu-Ntem      |
| 6  | Moanda      | 21,882                  | 42,703                  | 59,154                  | Haut-Ogooué     |
| 7  | Ntoum       | 6,219                   | 12,711                  | 51,954                  | Estuaire        |
| 8  | Lambaréné   | 15,033                  | 24,883                  | 38,775                  | Moyen-Ogooué    |
| 9  | Mouila      | 16,307                  | 21,074                  | 36,061                  | Ngounié         |
| 10 | Akanda      | -                       | -                       | 34,548                  | Akanda          |

### Demografia
La població del país és de 2.226.391 habitants, que representen el 0,03% del total mundial. El 87,1% dels habitants viuen en zones urbanes. La densitat de població és de 9 habitants per km². Els factors històrics i ambientals van fer que la població del Gabon disminuís entre el 1900 i el 1940. El país té una de les densitats més baixes de tots els estats africans i el quart índex de desenvolupament humà més alt de l'Àfrica subsahariana.

### Grups ètnics
Gairebé tota la població gabonesa és d'origen bantu. El Gabon té almenys quaranta grups ètnics, amb diferents idiomes i cultures. Es creu que els fang són els més nombrosos, encara que les dades recents del cens semblen afavorir els nzebi. Uns altres hi inclouen els myènè, kota, eshira, punu i kande. També hi ha diversos pobles pigmeus indígenes: els bongo, kota i baka. Aquests últims parlen l'única llengua no bantu del Gabon. Al país hi viuen més de 10.000 francesos natius, inclosos uns 2.000 que tenen doble nacionalitat.
Les fronteres ètniques són menys marcades que en altres parts d'Àfrica. La majoria de les ètnies estan disperses per tot el país, la qual cosa dona lloc a un contacte i una interacció constants entre els diversos grups i fa que no hi hagi tensions ètniques. De fet, els matrimonis mixtos són summament comuns i tots els gabonesos tenen llaços de sang amb moltes altres tribus. Aquests matrimonis entre diferents tribus fins i tot són necessaris perquè el matrimoni dins de la mateixa tribu està prohibit, ja que es considera incest. Això es deu al fet que aquestes tribus estan formades pels descendents d'un avantpassat comú i, per tant, tots els membres de la tribu es consideren parents pròxims entre si (es tracta d'un sistema idèntic als clans d'Escòcia o al sistema gotra de les castes hindús). El francès, l'idioma de l'antic governant colonial, també és una força unificadora. Així mateix, el domini històric del Partit Democràtic del Gabon (PDG) ha servit per unir les diverses ètnies i interessos locals en un conjunt més ampli.

### Religió
La majoria dels habitants del Gabon són cristians. Les principals religions que es practiquen al país són el cristianisme (catolicisme romà i protestantisme), el bwiti, l'islam i la religió animista indígena. Moltes persones combinen en el culte elements tant del cristianisme com de les creences religioses tradicionals indígenes. Aproximadament el 73% de la població, inclosos els no ciutadans, practiquen almenys alguns elements del cristianisme, inclòs el bwiti sincrètic; el 12% practiquen l'islam; el 10%, exclusivament creences religioses indígenes tradicionals, i el 5% no practiquen cap religió o són ateus.

### Llengües
La llengua oficial del Gabon és el francès. El SIL International ha enumerat un total de 41 llengües a tot l'estat, la major de les quals són llengües bantus que corresponen a ètnies determinades.
- Akélés, Nkèlè, Bakèlè, Bongom, Bougom: 9.226 parlants a la zona central de la província de Ngounie, al voltant de Mimongo.
- Baka: 3.200 parlants a la frontera amb el Camerun.
- Barama: 6.000 parlants a la província de l'Ogooue-Maritime, a l'est d'Omboue, i a la província de Nyanga, a l'oest de Moabi.
- Bekwill: 2.460 parlants a l'extrem nord-est de l'estat, a la província Ogooue Ivindo, al nord-est de Mekambo.
- Benga: es parla al nord de Libreville.
- Bubi: 5.000 parlants a la província d'Ogooue-Lolo, a l'oest de Koulamoutou, entre M'Bigou i N'Djoli.
- Bwisi: 1.230 parlants a l'extrem sud, a la província de Nyanga, a la zona de Ndende, a la frontera amb la República del Congo.
- Duma: 9.841 parlants a la província de l'Haut-Ogooue, a prop de Lastourville.
- Fang: 61.500 parlants a les províncies d'Estuaire i Woleu-Ntem.
- Francès: 37.500 parlants exclusius al Gabon.
- Kande: 1.000 parlants a la província d'Ogooue-Ivindo, a l'oest de Booue.
- Kaningi: 6.000 parlants a la província de l'Haut-Ogooue, al sud de Franceville.
- Kota: 34.442 parlants a la província d'Ogooue-Ivindo. També es parla a la República del Congo.
- Lumbu: 19.681 parlants a la província de Nyanga, entre el riu Nyanga i el riu Bangua, a la frontera amb la República del Congo, on també es parla.
- Mahongwe: 1.000 parlants al nord-est, a la zona de Mekambo.
- Mbama: Es parla a la província d'Ogooue-Ivindo, al sud d'Okondja.
- Mbangwe: 3.690 parlants, a la província d'Ogooue-Ivindo, al sud i a l'oest de Franceville. També es parla a la República del Congo.
- Mbere: 45.513 parlants a Ogooue-Ivindo, a l'àrea d'Okondja
- Myene: 46.743 parlants a les províncies d'Ogooue-Maritime i de Moyen-Ogooue, des de Lambaréné fins a la costa.
- Ndasa: 2.460 parlants a l'Haut-Ogooue, al sud de Franceville.
- Ndumu: 4.305 parlants a l'Haut-Ogooue, entre Lastoursville i el nord de Franceville.
- Ngom: 8.242 parlants a l'extrem nord-est del país, entre Mekambo i Ogooue-Lolo, a la zona de Koulamoutou. També es parla a la República del Congo.
- Njebi o Nzebi: 25.000 parlants a les províncies d'Ogooue-Lolo i de Ngounie, a l'oest de Franceville. També es parla a la República del Congo.
- Pinji: 5.000 parlants a la província de Ngounie, a l'est de Mouila, entre Eleke i Fougamou.
- Punu: 123.000 parlants a les províncies de Nyanga i Ngounie, a les zones de Tchibanga i de Ndende. També es parla a la República del Congo. És discutible la pertinença d'aquesta ètnia al grup Eshira.
- Sake: 1.000 parlants a la zona central d'Ogooue-Ivindo, a la zona de Booue.
- Sangu: 20.900 parlants a la província de Ngounie, a les zones de Mimongo i Iboundji.
- Seki: 3.690 parlants a la costa nord-oest, a la zona de Cocobeach.
- Sighu: 1.000 parlants a la província d'Ogooue-Lolo, a la zona de Koulamoutou-Lastourville.
- Simba: 3.000 parlants a la província d'Ogooue-Lolo, entre Sindare i Mimongo
- Eshira o Achira, Ashango, Ashira, Chira, Échiras, Eschira, Eshira, Eshiras, Gesira, Gisira, Ichira, Ishira, Isira, Shira, Shiras, Shire, Yichira: 39.500 parlants a Ngounie, a l'oest de Mouila.
- Tchitchege: 2.000 parlants al poble de Mboua, a la carretera que uneix Franceville amb Boumango.
- Teke septentrional: 15.745 parlants a l'Haut-Ogooue, a l'est de Franceville.
- Tsaangi: 8.611 parlants a l'Haut-Ogooue, a l'oest i al sud-oest de Franceville
- Tsogo: 12.000 parlants a la província de Ngounie, al nord i a l'est de Mouila
- Vili: 3.690 parlants a l'extrem sud de l'estat, a la costa a prop de Mayumba
- Vumbu: 2.460 parlants a la zona de Yetsou, a l'oest de Mouila
- Wandji: 10.500 parlants a Ogooue-Lolo i a l'Haut-Ogooue
- Wumbvu: 18.329 parlants a Ngoune, a l'est de Lebamba. També es parla a la República del Congo.
- Yangho: 5.000 parlants a l'Haut-Ogooue, al voltant de Mamidi i Bakoumba.

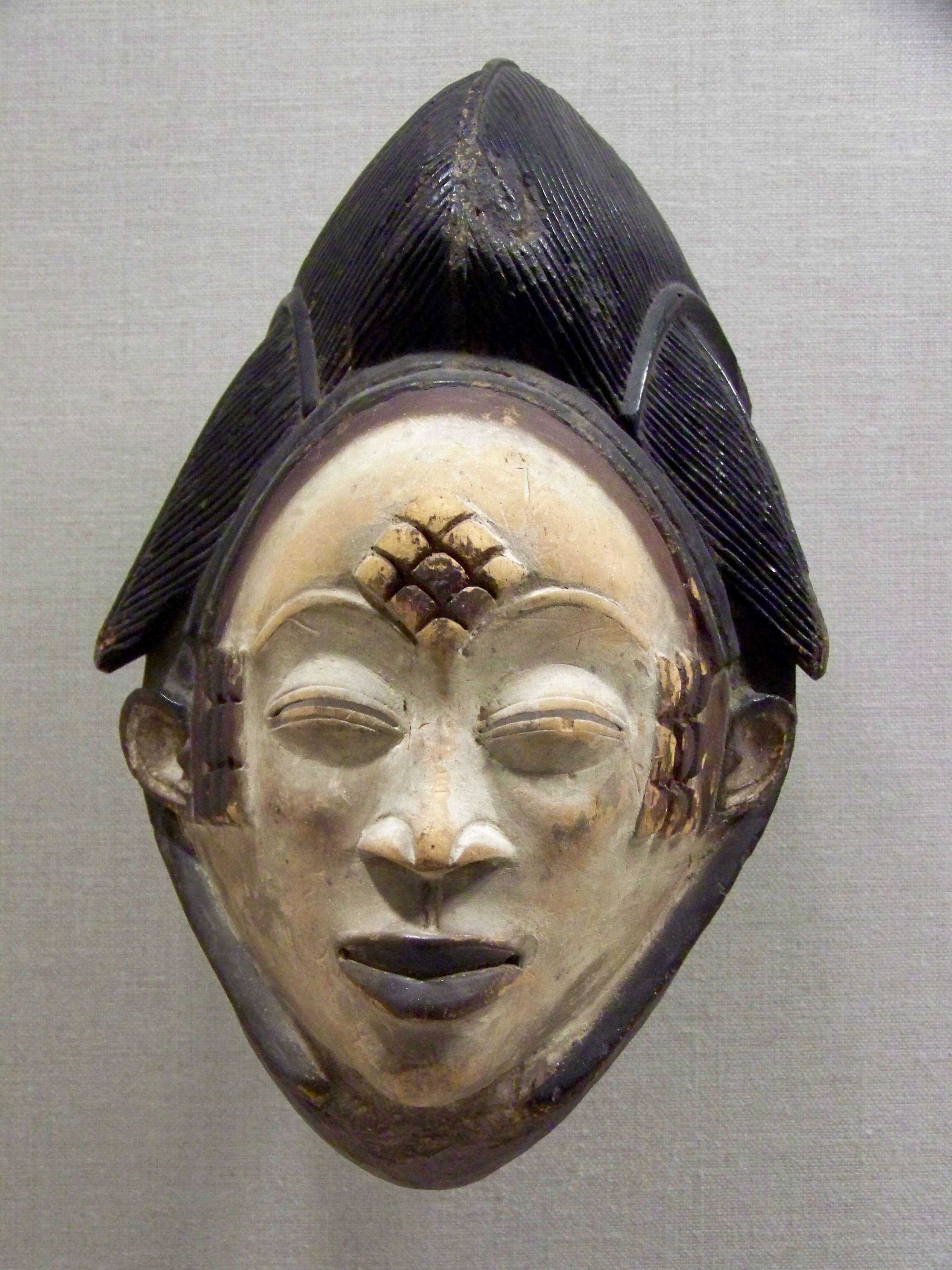
Màscara de ball mukudji, del poble punu

- Yasa: anomenats pigmeus al Gabon.

## Cultura
El Gabon va ser un país de tradició principalment oral fins a la difusió de l'alfabetització, el segle xxi. És un territori ric en folklore i mitologia. Els «raconteurs» treballen actualment per mantenir vives tradicions com la mvett entre els fang i la ingwala entre els nzebis.
El Gabon també compta amb màscares de fama internacional, com l'n'goltang (fang) i les figures de reliquiaris dels kota. Cada grup té el seu propi conjunt de màscares, que es fan servir principalment en cerimònies tradicionals com el matrimoni, el naixement i els funerals. Els tradicionalistes treballen principalment amb fustes locals rares i altres materials preciosos.

## Enllaços externs

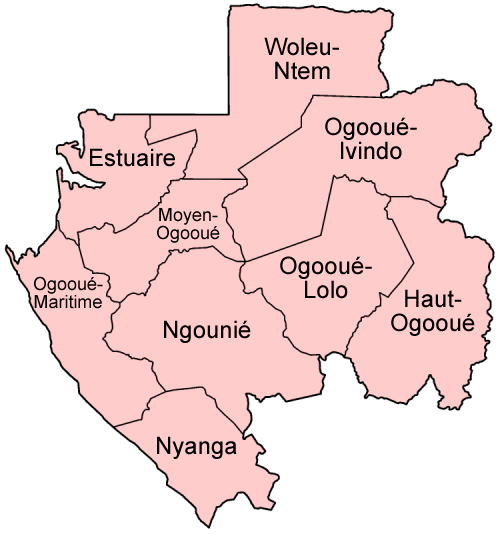
Províncies del Gabon
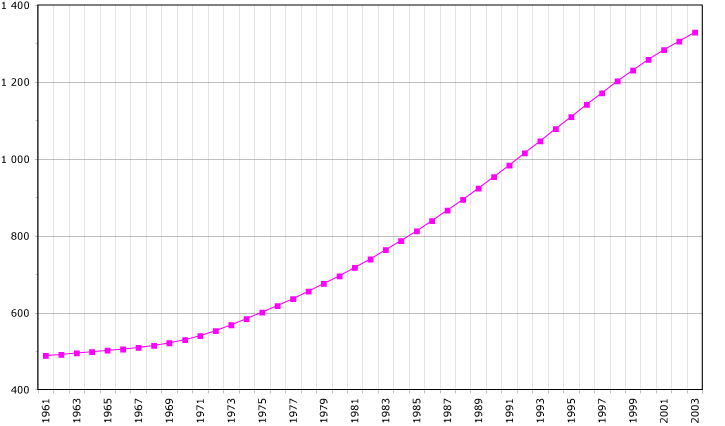
Demografia del Gabon